# Publius Valerius Potitus Publicola
Pour les articles homonymes, voir Valerius Potitus et Valerius Publicola.
Publius Valerius Potitus Poplicola est un homme politique de la République romaine. Fils de Lucius Valerius Potitus (tribun militaire à pouvoir consulaire en 414, 406, 403, 401 et 398 av. J.-C. et consul en 393 et 392 av. J.-C.). Son existence et sa carrière nous sont connus par l'historien Tite-Live.

## Carrière
Publius V. Potitus Poplicola exerça la puissance tribunitienne au plus fort des menaces exercées par les Étrusques et les Gaulois au début du IVe siècle av. J.-C. Six fois tribun consulaire (en 386, 384, 380, 377, 370 et 367 av. J.-C. tribunus militum consulari potestate), il bénéficiait ainsi des plus hauts pouvoirs d'un magistrat au sein de la République romaine. Lors de son premier mandat, en 386, il assiégea la ville ennemie d'Antium avec son collègue Camille, le vainqueur de Veies. Au cours de son quatrième mandat, en 377, il fut le collègue de Mamertinus, avec qui il prit Satricum aux Èques et aux Volsques.